# Horîslavîci, Mostîska
Horîslavîci (în ucraineană Гориславичі) este un sat în comuna Husakiv din raionul Mostîska, regiunea Liov, Ucraina.

## Demografie
Componența lingvistică a localității Horîslavîci
     Ucraineană (100%)
Conform recensământului din 2001, toată populația localității Horîslavîci era vorbitoare de ucraineană (100%).